# Urkundsperson
 Als Urkundsperson wird im deutschen Recht ein Beamter (bisweilen auch eine Person in einem anderen Rechtsstatus) bezeichnet, der berechtigt ist, öffentliche Beurkundungen oder Beglaubigungen durchzuführen. Die Reichweite der Kompetenzen der nachträglich genannten Personen ist höchst unterschiedlich weit gestaltet.
Man unterscheidet im Einzelnen 
- den Notar (nach der Bundesnotarordnung und dem Beurkundungsgesetz),
- den gerichtlichen Urkundsbeamten (§ 153 GVG),
- den kommunalen Standesbeamten nach dem Personenstandsgesetz,
- die Urkundsperson des Jugendamtes für die in § 59 SGB VIII genannten Erklärungen,
- die Urkundsperson der Betreuungsbehörde, § 7 Betreuungsorganisationsgesetz, nur für Vorsorgevollmachten und Betreuungsverfügungen
- den Ortsgerichtsvorsteher nach dem hessischen Ortsgerichtsgesetz
- den Konsul für Tätigkeiten außerhalb des Bundesgebietes
- Beschäftigte des öffentlichen Dienstes, die zur Vornahme amtlicher Beglaubigungen berechtigt sind (§ 33, § 34 VwVfG bzw. der Landesverwaltungsverfahrensgesetze)
- in Österreich den Ziviltechniker[1]

Die Urkundsperson ist jeweils berechtigt, ein Dienstsiegel zu führen. 